# Micropholis gardneriana
Micropholis gardneriana là một loài thực vật có hoa trong họ Hồng xiêm. Loài này được (A.DC.) Pierre mô tả khoa học đầu tiên năm 1891.